# Nicolas Petitpied
Pour les articles homonymes, voir Petitpied.
Nicolas Petitpied, né le 4 août 1665 à Paris et mort le 7 janvier 1747 dans la même ville, est un théologien janséniste français.

## Biographie
Reçu docteur en Sorbonne en 1692, il est l'un des quarante signataires du Cas de conscience 20 juillet 1703. Lorsque le Cas de conscience est condamné par Rome, il refuse de se rétracter et va rejoindre en Hollande son ami Pasquier Quesnel. Il continue ensuite à soutenir les idées jansénistes à travers ses écrits. Il est l'un des adversaires les plus acharnés de la bulle Unigenitus de 1713.

## Œuvres
- Lettres à une dame sur l'excommunication injuste, 2e éd., 1714.
- Le père désirant ou Histoire de la fourberie de Louvain. 1710
- Examen théologique de l'instruction pastorale, approuvée du clergé de France, proposée à tous les prélats du roiaume pour l'acceptation & la publication de la Bulle de N. S. P. le Pape Clément XI. du 8 septembre 1713.

## Source
- Nouvelle biographie générale, depuis les temps les plus reculés jusqu'à nos jours. Avec les renseignements bibliographiques et l'indication des sources à consulter. sous la direction. de Mr. le Dr. Hoefer. Firmin Didot et Cie éditeur, Paris, 1862. Tome 39, Paaw. - Philopémen. :  p.719. Texte disponible sur Google books.